# Winnertzia salicis
Winnertzia salicis är en tvåvingeart som först beskrevs av Bouche 1834.  Winnertzia salicis ingår i släktet Winnertzia och familjen gallmyggor. Inga underarter finns listade i Catalogue of Life.